# Sanchezia conferta
Sanchezia conferta är en akantusväxtart som beskrevs av Emery Clarence Leonard. Sanchezia conferta ingår i släktet Sanchezia och familjen akantusväxter. Inga underarter finns listade i Catalogue of Life.